# 가다역
가다역(일본어: 加太駅, かだえき)은 일본 와카야마현 와카야마시에 있는 난카이 전기철도 가다 선의 종착역이다. 역 번호는 NK44-7이다. 야간 체박도 존재한다. 와카야마 현의 최서단 역으로 긴키 지방의 대규모 사철로 최서단에 위치하는 역이다.

## 역사
- 1912년 6월 16일: 가다 경편 철도 개통과 동시에 영업 개시.
- 1930년 12월 22일: 회사명 변경에 의하여 가다 전기철도의 역이 됨.
- 1942년 2월 1일: 회사 합병으로 난카이 철도역이 됨.
- 1944년 6월 1일: 회사 합병으로 긴키 닛폰 철도의 역이 됨.
- 1947년 6월 1일: 노선 양도로 인하여 난카이 전기철도의 역이 됨.

## 역 구조
빗형 2면 2선의 지상역이다. 역사 앞의 1번 승강장과, 그 서북쪽에 2번 승강장이 있다. 역장이 배치되어 가다 선의 각 역을 관할하고 있다.
역사는 1911년 가다 선 개통 이후의 것으로 벽돌 구조의 기초로 처음 서양식의 외관을 크게 변형시키지 않았다. 승강장 역사의 지주에는 1911년산 레일의 재이용도 있다.

### 승강장
| 번호 | 노선    | 행선                                                                              | 비고                 |
| ---- | ------- | --------------------------------------------------------------------------------- | -------------------- |
| 1    | 가다 선 | 기노카와・와카야마시(간사이쿠코・난바; 와카야마시(또는 기노카와) 환승) 방면       | 통상은 본 승강장에서 |
| 2    | 가다 선 | 기노카와・와카야마시 방면(간사이쿠코・난바； 와카야마시(또는 기노카와) 환승) 방면 | 새벽의 일부 열차만   |

- 2번 승강장을 사용하는 것은 새벽 5・6시대나 평일의 21시대로 각각 1개씩 총 2개(평일에는 3개)만 정차하며, 거의 모든 열차가 1번 승강장을 사용한다.

## 역 주변
역 주변에는 택시 승강장이나 버스 정류장이 있다.
- 가다 해수욕장 - 북쪽으로 1km
- 아와시마 신사 - 서쪽으로 1km
- 가다카스가 신사 - 서쪽으로 500m
- 다쿠라사키 - 남서쪽으로 2km
- 가다 항 - 서쪽으로 800m
- 도모가시마 가다 항의 항로
- 와카야마 시립 가다 중학교 - 서쪽으로 0.5km
- 와카야마 시립 가다 초등학교 - 서쪽으로 0.5km
- 가다 우체국 - 서쪽으로 0.6km
- 와카야마 시립 소년 자연의 집 - 남쪽으로 2.5km

## 인접역
| 난카이 전기철도 가다 선           | 난카이 전기철도 가다 선 | 난카이 전기철도 가다 선 |
| --------------------------------- | ----------------------- | ----------------------- |
| NK44-6 이소노우라 와카야마시 방면 |                         | 시·종착역               |